# روتان
روتان، روستایی در دهستان شاهمردی بخش بمانی شهرستان سیریک در استان هرمزگان ایران است.
روستای روتان دهستان شهید مردان در بخش بمانی شهرستان سیریک با جمعیتی حدود ۸۵۴ نفر در ۳۵ کیلومتری این شهرستان قرار دارد.
مردم این روستا علاوه بر کشاورزی و دامداری در فعالیت‌های اجتماعی و فرهنگی به ویژه در حوزه‌های قرآنی نقش پررنگی دارند؛ مردمی که زندگی خود را به رنگ و بوی قرآنی مانوس کرده و به ویژه در این روزهای ماه مبارک رمضان اهل تلاوت، قرائت و تدبر در آیات الهی هستند.
روستای روتان سیریک به همت جوانان مسجدی در زمینه مباحث قرآنی مانند تربیت حفاظ قرآن، محافل انس با قرآن با حضور قاریان بین‌المللی، کلاس‌های آموزش روخوانی و روان‌خوانی الگوی موفق سایر روستاها محسوب می‌شود.
فعالان قرآنی این روستا هم‌چنین سابقه برگزاری نخستین دوره مسابقات قرآن کانون‌های فرهنگی هنری مساجد روستایی کشور در سال ۹۴ به همراه برنامه‌های متنوع فرهنگی به میزبانی کانون فرهنگی هنری موعود در حسینیه چهارده معصوم(ع) دارند.
زنان این روستا نیز علاوه بر خانه‌داری و کار کشاورزی بر روی زمین‌های کشت خود که عمدتا شامل برداشت خرما، انبه‌ و کاشت سبزی است به فعالیت‌های صنایع دستی و امور فرهنگی و قرآنی مشغول هستند.
از طرفی باغ‌های اطراف روستا نیز مکانی مفرح و محیطی آرامش‌بخش برای دختران و زنان قرآن‌آموز است تا در کنار مردان پرتلاش خود کلام وحی را با تدبر در نعمت‌ها و برکات الهی حفظ کرده و به کشاورزی و باغداری خود نیز رونق معنوی ببخشند. 

## جمعیت
بر پایه سرشماری عمومی نفوس و مسکن در سال ۱۳۹۵، جمعیت این روستا برابر با ۷۳۵ نفر (۱۹۶ خانوار) بوده‌است.